# Mehari-Manía Industrias Plásticas
Mehari-Manía Industrias Plásticas war ein argentinischer Hersteller von Automobilen.

## Unternehmensgeschichte
Das Unternehmen aus Belén de Escobar begann 1985 mit der Produktion von Automobilen. Der Markenname lautete Arena. 1989 endete die Produktion.

## Fahrzeuge
Im Angebot stand ein Modell, das dem Citroën Méhari ähnelte. Gewöhnlich als Pick-up karosseriert, gab es aber auch einen Aufbau als Personenkraftwagen. Ein Zweizylindermotor vom Citroën 2 CV mit 602 cm³ Hubraum und 32 PS Leistung trieb die Fahrzeuge an.